# Corações Feridos
Corações Feridos é uma telenovela brasileira que foi produzida pelo SBT no ano de 2010, porém exibida apenas dois anos depois, entre 16 de janeiro até 23 de maio de 2012 em 93 capítulos. Substituiu Amor e Revolução e foi substituída pela infantil Carrossel.
A trama ficou engavetada por dois anos por falta de patrocinadores para cobrir os gastos gerados com a produção e quando foi levada ao ar parte dos atores estava em outras produções ou outras emissoras. A trama é uma versão da telenovela mexicana La mentira, de Caridad Bravo Adams. Foi adaptada por Íris Abravanel, com a colaboração de Caio Britto, Carlos Marques, Fany Higuera, Grace Iwashita, Gustavo Braga e Marcela Arantese, supervisão de texto de Rita Valente, sob direção geral Del Rangel.
A dupla sertaneja Rick & Renner executou o tema de abertura, "Coisa de Deus", presente em um CD duplo com canções internacionais, cuja produção recaiu à SBT Music. O título Corações Feridos é uma referência às intrigas e mentiras da personagem de Cynthia Falabella, Aline Almeida Varela, capaz de tudo para conseguir o que deseja. E, apesar de ser recebida positivamente, a trama foi criticada por "alguns diálogos fracos com clichês românticos herdados dos mexicanos", consoante comentário de Dolores Olosco, jornalista da Folha de S.Paulo.
Conta com Flávio Tolezani, Patrícia Barros, Victor Pecoraro, Ronaldo Oliva, Milena Ferrari, Elaine Mickely, Lívia Andrade e Cynthia Falabella nos papéis principais.

## Antecedentes
Em 1998 a  Televisa produziu a novela La mentira, baseada na obra original de Caridad Bravo Adams, protagonizada por Kate del Castillo e Guy Ecker. No Brasil, este folhetim foi exibido pelo SBT entre 8 de maio de 2000 e 2 de outubro de 2000, substituindo El privilegio de amar e sendo substituída por Esmeralda, às 20h.
No mesmo ano de sua exibição, a emissora assinou um contrato com a Televisa que dava direitos de adaptar folhetins mexicanos em refilmagens brasileiras. Desde então, foram produzidas Pícara Sonhadora, Amor e Ódio, Marisol, Pequena Travessa, Jamais Te Esquecerei, Canavial de Paixões, Seus Olhos, Esmeralda, Os Ricos também Choram, Cristal, Maria Esperança e Amigas & Rivais. Após o fim do contrato, Íris Abravanel escreveu a obra original Revelação e adaptou um texto radiofônico em Vende-se um Véu de Noiva. Logo, Tiago Santiago entrou para a teledramaturgia da emissora e produziu Uma Rosa com Amor, cuja sucessora seria o primeiro remake mexicano desde 2007, Corações Feridos, porém um folhetim original de Santiago, Amor e Revolução, foi colocado em seu lugar e a obra de Abravanel foi lançada após seu término.
Em 1966 a TV Tupi produziu Calúnia, uma adaptação deste mesmo original de Caridad Bravo Adams protagonizada pela atriz Fernanda Montenegro.

## Produção
"As tramas mexicanas são mais dramáticas. O brasileiro, de um modo geral, gosta de pitadas de humor nas situações do cotidiano [...] tive que estudar, ler muito e correr atrás do tempo perdido. Adquiri mais conhecimento e experiência numa fase em que poderia estar aposentada. Tenho procurado transmitir a todos que não devemos desistir nunca e que sempre é tempo de recomeçar. Vale a pena lutar em qualquer idade por aquilo que acreditamos".

—Íris Abravanel sobre a telenovela.
Os primeiros textos da história foram adaptados em março de 2010, quando a escritora avaliou: "acabei de ler os originais, e os diálogos são muito bons [...] o protagonista se envolve em um amor proibido porque a amada é suspeita de ter matado a ex-mulher dele". As filmagens começaram na primeira semana de agosto do mesmo ano, três meses antes da data prevista para a estreia, porém dias depois, Patrícia Barros sofreu um acidente e Bruno Giordano teve complicações de saúde e ambos foram afastados, atrasando a gravação.
A vinheta de abertura foi feita em meados de setembro. Cada capítulo teve um custo aproximado de R$ 180 mil. Após o fim das gravações, em novembro do mesmo ano, a telenovela foi engavetada para lançar após o fim do folhetim de Tiago Santiago, Amor e Revolução, em janeiro de 2012.

### Escolha do elenco
A escolha do elenco foi feita pela própria direção de teledramaturgia do SBT. Adriana Lessa, Paulo Zulu e a protagonista Patrícia Barros foram os primeiros convocados para participar da telenovela. Jacqueline Satto, intérprete de Bianca Yokoyama, foi colocada devido ao título de Miss Barueri 2007. Keila Jimenez, de O Estado de S. Paulo, observou a economia da emissora em relação ao elenco: "tem orçamento enxuto: 90% de seu elenco é composto por atores desconhecidos, e será toda gravada em estúdio, nada de cidade cenográfica [...] outra medida para conter despesas na produção é a escalação de atores que residem em São Paulo, para evitar arcar com ponte aérea e hotel durante as gravações". Mais tarde, foi decidido que Flávio Tolezani seria o par-romântico da protagonista e Cynthia Falabella, a antagonista. Assim, foi concluído que Corações Feridos teria 41 atores.

### Cenário e caracterização
O cafezal da fazenda Grão Doce, a qual a emissora alugou em Tatuí, São Paulo, é o cenário da maior parte da trama. Segundo a autora, "[é] uma fazenda moderna, diferente dos casarões coloniais dos séculos XVII e XVIII". As demais cenas internas foram filmadas nos estúdios 7 e 8 do CDT Anhangüera. Como uma forma de economizar, utilizaram locações na capital paulista e assim, não foi preciso construir uma cidade cenográfica. Outras externas foram gravadas em Mairiporã, região metropolitana de São Paulo.
Jornalistas do portal Terra analisaram os cenários e figurinos estabelecidos e confeccionados pela emissora: "[antes] pareciam roubados de um brechó decadente, [agora] estão bem adequados aos personagens contemporâneos. Del Rangel oferece bem mais do que os 'big closes' que a Rede Globo insiste em repetir. O diretor trabalha com planos abertos que permitiriam, inclusive, uma movimentação cênica mais intensa. Ele ainda costurou as imagens da estreia com belos 'split screens'. Acima de tudo, sua câmara dialoga com atenção e suavidade com os intérpretes. É uma companheira discreta e precisa dos atores, o que revela o quanto Del Rangel deve à sua formação teatral".

## Enredo
Prestes a se casar com o empresário Rodrigo (Paulo Zulu), a ambiciosa e inescrupulosa Aline (Cynthia Falabella) decide abandoná-lo para perseguir seu amor do passado, Vitor (Victor Pecoraro), porém não sem antes aplicar um golpe no noivo para ficar com toda sua fortuna – o que culmina no suicídio do rapaz. A moça só não esperava que ele tinha um irmão, Eduardo (Flávio Tolezani), que retorna ao Brasil para gerenciar a crise na empresa da família e se vingar de quem causou a morte. Desesperada, Aline arma para que a culpa caia sobre sua prima, Amanda (Patrícia Barros), por quem sempre nutriu inveja, colocando pistas falsas para que todos acreditem que ela é uma golpista com ajuda de seu amante Flávio (Ronaldo Oliva). As duas primas são órfãs e foram criadas pelos tios, Vera (Jacqueline Dalabona) e Olavo (Paulo Coronato), que nem imaginam o mau-caratismo de Aline. A mansão Almeida Varela encontra-se também a governanta Tita (Elizabeth Hartmann), a empregada Glória (Isabeau Christine), a secretária Mila (Larissa Eberhardt Prado), o motorista Daniel (Fran Landin) e o braço direito de Olavo, Hélio (Blota Filho).
Sem saber que ela é inocente, Eduardo decide seduzir Amanda e casar-se com ela para vingar a morte de seu irmão, obrigando-a se tornar reclusa na fazenda da família após o matrimônio, além de passar a tratá-la com desprezo. A vida da moça se torna mais feliz quando ela conhece Victor e os dois começam a viver um romance proibido, tentando curar as feridas do passado, o que revolta Aline, que arma para separar o casal. Amanda também precisa lidar com a chegada de Eloísa (Elaine Mickely), sua mãe que a abandonou por ter engravidado adolescente e retornou em busca de perdão. Enquanto isso, Eduardo começa a perceber falhas na história da morte de seu irmão e conta com a ajuda do peão e melhor amigo Glauco (Beto Nasci) para chegar ao fundo do mistério e descobrir as armações de Aline, tendo que se mostrar redimido para reconquistar Amanda, a quem descobre amar profundamente. Em seu caminho, porém, ele tem não só o envolvimento dela com Vitor, mas também Priscila (Milena Ferrari), fotógrafa mau-caráter e obcecada por Eduardo.
Ainda há outras histórias, como de Camila (Rita Batata) e Dinho (Bruno Autran), que se envolvem com drogas vendidas por Roni (Marcelo Góes) e Nabal (Alvise Camozzi), contando com a ajuda de Bianca (Jacqueline Sato) para tentar se livrar da dependência. Na fazenda de Eduardo, os peões Luciano (Cláudio Andrade) e Eliseu (Junno Andrade) disputam o coração da cozinheira Janaína (Lívia Andrade), que é apaixonada pelo patrão. Há também o romance entre o escritor Dante (Antônio Abujamra) e a costureira Loreta (Iara Jamra); a relação de violência doméstica entre o médico alcoólatra Michel (Marco Antônio Pâmio) e sua submissa esposa Regina (Eda Nagayama).

## Exibição
Após uma série de experiências negativas ao tentar confrontar as principais telenovelas da RecordTV às 22h30 – no qual o SBT nunca saiu da terceira colocação e chegou a perder em determinadas ocasiões até mesmo para a Band – a direção decidiu mudar o horário de exibição de suas produções para às 20h30. A telenovela estreou em 16 de janeiro de 2012. O drama foi apresentado de segunda a sexta, com classificação indicativa de imprópria para menores de 12 anos. O último capítulo da trama foi ao ar em 23 de maio de 2012, três dias após a estreia de sua substituta Carrossel. Na Angola, foi exibida pela TV Zimbo de 5 de setembro de 2012 a 31 de janeiro de 2013, às 21h de segunda a sábado. Foi reprisada entre 21 de novembro de 2013 a 31 de março de 2014, pelo mesmo canal, de segunda a sexta às 13h40. Em Moçambique a novela foi exibida no canal Soico STV.
Rick & Renner interpretam o tema da abertura, "Coisa de Deus". Produzida pela SBT Music em meados de setembro de 2010, a vinheta de abertura conta com imagens, à marca d'água, em computação gráfica, produzidas pelos assistentes de direção Renato Simões e Roberto Menezes. As cenas presentes fazem uma referência à fazenda Grão Doce, cenário de maior parte da trama o qual faz alusão ao romance e à vingança de Eduardo Sotelli, personagem de Flávio Tolezani.
Corações Feridos é a última novela adulta que foi transmitida pelo Sistema Brasileiro de Televisão, uma vez que a emissora resolveu investir em remakes de novelas infantis. Foi substituída pela infantil Carrossel.
Outras mídias
Apesar de nunca ter sido reprisada, Corações Feridos foi disponibilizada na versão original, com seus 93 capítulos no dia 24 de outubro de 2024 na plataforma de streaming +SBT.

## Elenco
| Intérprete          | Personagem                      |
| ------------------- | ------------------------------- |
| Patrícia Barros     | Amanda Gonçalves Almeida Varela |
| Flávio Tolezani     | Eduardo Sotelli                 |
| Cynthia Falabella   | Aline Almeida Varela            |
| Victor Pecoraro     | Vitor Almeida Varela            |
| Junno Andrade       | Eliseu                          |
| Antônio Abujamra    | Dante Vasconcelos               |
| Iara Jamra          | Loreta                          |
| Blota Filho         | Hélio                           |
| Paulo Coronato      | Olavo Almeida Varela            |
| Elizabeth Hartmann  | Tita                            |
| Marco Antônio Pâmio | Dr. Michel Batista              |
| Adriana Lessa       | Sílvia Castroneves              |
| Lívia Andrade       | Janaína Correia                 |
| Cláudio Andrade     | Luciano Alves                   |
| Jacqueline Sato     | Bianca Yokoyama                 |
| Rita Batata         | Camila Reis                     |
| Eda Nagayama        | Regina Batista                  |
| Simone Zucato       | Cinira Reis                     |
| Johnnas Oliva       | Oliver                          |
| Larissa Manoela     | Viviane Roma (Vivi)             |
| Jean Paulo Campos   | Paulinho                        |
| Ronaldo Oliva       | Flávio Souza                    |
| Milena Ferrari      | Priscila Lancastro              |
| Elaine Mickely      | Eloísa Gonçalves                |
| Beto Nasci          | Glauco Lancastro                |
| Jacqueline Dalabona | Vera Almeida Varela             |
| Ricardo Homuth      | Diego Castroneves               |
| Lílian Fernandes    | Lucy Ferreira                   |
| Lena Whitaker       | Maria Roma                      |
| Bruno Autran        | Augusto Garcez (Dinho)          |
| César Negro         | Yuri Castroneves                |
| Alvise Camozzi      | Nabal 171                       |
| Marcello Góes       | Ronaldo (Roni)                  |
| Isabeau Christine   | Glória                          |
| Fran Landin         | Daniel                          |
| Larissa Prado       | Milla                           |

### Participações especiais
| Intérprete      | Personagem      |
| --------------- | --------------- |
| Sílvia Pfeifer  | Cacilda Varela  |
| Paulo Zulu      | Rodrigo Sotelli |
| Metturo         | Théo            |
| Vinicius Henuns | René            |

## Música
O tema de abertura da novela, "Coisa de Deus", é interpretado pela dupla sertaneja Rick & Renner. A trilha sonora, com produção da SBT Music e lançamento da Building Records, conta ainda com cantores como Lulu Santos, por "Apenas mais uma de amor" e Cássia Eller em "Segundo Sol". A banda de rock Capital Inicial gravou "Eu quero ser como você". Ainda foram adicionadas canções de outras duplas sertanejas, tais como Victor & Leo, Chitãozinho & Xororó e Marcos & Belutti, as quais foram adicionadas em um CD duplo com músicas internacionais. O jornalista Nilson Xavier criticou a trilha sonora, dizendo que "[a obra] é embalada por uma trilha sonora popularesca".
| N.º | Título                        | Música                | Duração |  |
| 1.  | "Coisa de Deus"               | Rick & Renner         |         |  |
| 2.  | "Não serve para mim"          | Angel Duarte          |         |  |
| 3.  | "Não me olha desse jeito"     | Du & Michel           |         |  |
| 4.  | "Não mais"                    | Victor & Léo          |         |  |
| 5.  | "Como vai você"               | Mara Nascimento       |         |  |
| 6.  | "Quando um homem se apaixona" | Fábio Jr.             |         |  |
| 7.  | "Equalize"                    | Pitty                 |         |  |
| 8.  | "Fique com o meu travesseiro" | Marcos & Belutti      |         |  |
| 9.  | "Tá na cara"                  | Christian & Cristiano |         |  |
| 10. | "Amor é"                      | Sylvia Patricia       |         |  |
| 11. | "Eu quero ser como você"      | Capital Inicial       |         |  |
| 12. | "Eu, a viola e Deus"          | Rolando Boldrin       |         |  |
| 13. | "Latin Lover"                 | João Bosco            |         |  |
| 14. | "Amor só é bom quando dói"    | Bruno & Marrone       |         |  |
| 15. | "A Lhe Esperar"               | Paralamas do Sucesso  |         |  |
| 16. | "123 e já"                    | Amannda Condesca      |         |  |
| 17. | "Apenas mais uma de amor"     | Lulu Santos           |         |  |
| 18. | "Segundo Sol"                 | Cássia Eller          |         |  |
| 19. | "Diga Sim Pra Mim"            | Isabella Taviani      |         |  |

## Lançamento e repercussão
| “ | Uma história rica em conteúdo, dinâmica, com a qualidade de imagem e fotografia que se comparam às melhores do mundo. Cada personagem é intenso e o elenco está maravilhoso [...] A novela deve ter identificação com o telespectador. Creio que é nosso dever procurar transmitir de forma positiva soluções para os dramas que afligem a sociedade, como drogas, alcoolismo etc. Em Corações Feridos está mais enfatizado o problema do codependente, cujo sofrimento é igual ou ainda maior que o dos próprios dependentes. | ” |
|   | — A autora Íris Abravanel sobre a repercussão e os temas tratados. |   |

### Audiência
A meta imposta para Corações Feridos foi de 8 pontos. A estreia marcou apenas 4 pontos e dividiu a terceira colocação com a Band, uma queda de 3 pontos em relação ao primeiro capítulo da antecessora, Amor e Revolução. A trama, no entanto, começou a diminuir a audiência gradativamente e, em 30 de janeiro, marcou 2 pontos, ficando na quinta posição atrás da Rede Globo, RecordTV, Band e RedeTV!.  A melhor audiência foi atingida no penultimo capítulo, quando a trama atingiu 8 pontos, representando um aumento de 5 pontos em relação aos capítulos anteriores. O último capítulo marcou 6 pontos, conseguindo manter a terceira colocação. Teve média geral de 4,6 pontos, ultrapassando Amor e Revolução como o pior desempenho de uma telenovela original da emissora.

### Avaliação em retrospecto

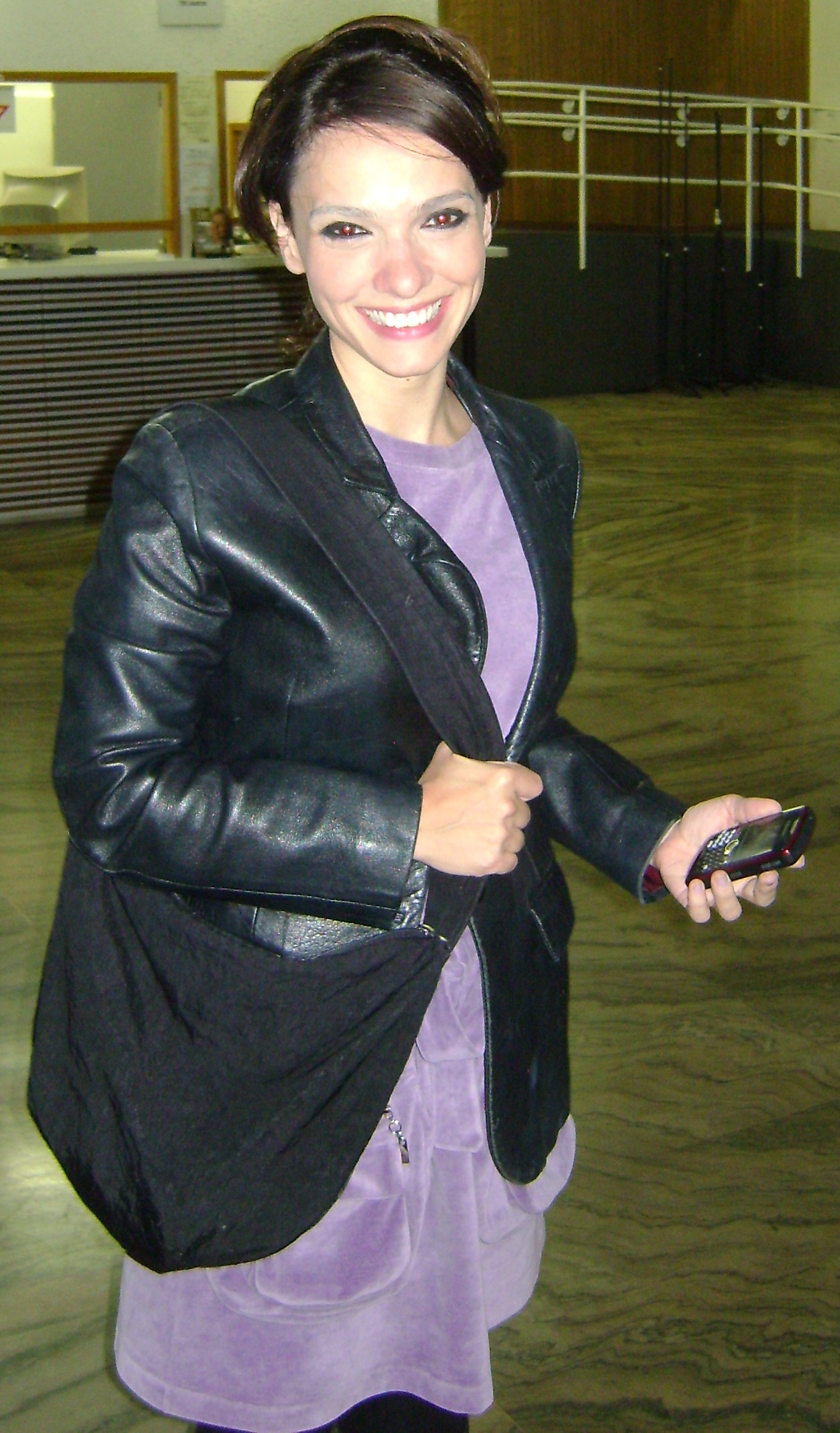
Cynthia Falabella foi elogiada e aclamada por colunistas do portal NaTelinha por sua atuação como Aline.

Dolores Olosco, da Folha de S.Paulo, comentou que "a telenovela investe no 'Padrão Globo de Qualidade': iluminação bem cuidada, edição ágil e cenários caprichados", porém ressalvou "alguns diálogos fracos com clichês românticos herdados [dos mexicanos]". Ainda disse que "não causaria estranhamento se [ela] estivesse na grade global". Colunistas do NaTelinha elogiaram os atores e diretores da obra e criticaram a emissora pelo engavetamento e a demissão de Del Rangel: "[Corações Feridos] coleciona uma série de qualidades, a história e a produção são os principais destaques: a performance de Cynthia Falabella é uma das melhores, Patrícia Barros mostra o quanto é esforçada, [mas] como se não bastasse o atraso para colocá-la ao ar, a divulgação foi bastante tímida [e] Del Rangel, a cenógrafa Silvia Gandolfi e a produtora Tina Pacheco Couto foram demitidos mesmo com o bom trabalho realizado". Consoante Nilson Xavier, "a embalagem é bonita, com destaque para fotografia e cenários, takes cortados formando um mosaico na tela dão um ar moderno, stockshots em imagem avançada sugerem uma linguagem de videoclipe [...] volta ao SBT o estilo de novela que a emissora popularizou — com todos os clichês possíveis". Por outro lado, Jorge Brasil, da Contigo!, avaliou negativamente a história em relação à época da exibição: "em que lugar do mundo hoje em dia alguém manda uma carta de próprio punho para o amante, assumindo que fez um aborto, roubou o dinheiro do cara e que ainda o está deixando?". Ainda, criticou que "os cenários abusam da cafonice, na tentativa de vender riqueza e são excessivamente simplórios nos núcleos menos abastados, mas nada é pior do que o elenco".